# Joe Shaughnessy
Joe Shaughnessy (* 6. Juli 1992 in Oughterard) ist ein irischer Fußballspieler. Er spielte zuletzt beim schottischen Erstligisten FC Dundee.

## Karriere

### Verein
Joe Shaughnessy kam im Jahr 2009 aus seiner irischen Heimat zum FC Aberdeen nach Schottland. Für das als die Dons bekannte Team debütierte er am vorletzten Spieltag der Saison 2010/11 gegen Hibernian Edinburgh. Von September 2011 bis Mai 2012 wurde er zusammen mit Nicky Low an Forfar Athletic verliehen. Ab der Spielzeit 2011/12 war er wieder bei Aberdeen aktiv und wurde dort für den Monat Dezember 2012 als Jungprofis des Monats ausgezeichnet. Im selben Monat verlängerte Shaughnessy seinen Vertrag beim FCA um drei weitere Jahre.
Im Jahr 2019 wechselte er nach England zu Southend United.

### Nationalmannschaft
Shaughnessy nahm mit der irische U-19-Nationalmannschaft an der U-19-Fußball-Europameisterschaft 2011 teil und ist seit dem Jahr 2013 Bestandteil der U-21-Nationalmannschaft.